# Federico Macheda
Federico Macheda (Rome, 22 augustus 1991) is een Italiaans betaald voetballer die bij voorkeur in de aanval speelt. Hij tekende in september 2018 een driejarig contract bij Panathinaikos FC.
Macheda debuteerde in het seizoen 2008-'09 in het betaald voetbal in het shirt van Manchester United. Daar stroomde hij door vanuit de jeugd en verlengde hij in 2009 zijn contract tot aan de zomer van 2014. Een definitieve doorbraak bij de Engelse ploeg bleef uit. Manchester verhuurde hem in de tweede helft van het seizoen 2012/13 aan VfB Stuttgart en in het seizoen 2013/14 eerst aan Doncaster Rovers en vervolgens aan Birmingham City. Met beide ploegen was Macheda actief in de Championship.
Macheda was in de zomer van 2014 einde contract bij Manchester United. Cardiff City nam hem daarop transfervrij over en gaf hem een driejarig contract. Vanaf 15 maart 2016 werd hij voor het restant van seizoen 2015/16 verhuurd aan Nottingham Forest.

## Clubstatistieken[2]
| Seizoen | Club                         | Competitie     | Wedst | Goals |
| ------- | ---------------------------- | -------------- | ----- | ----- |
| 2008/09 | Manchester United            | Premier League | 4     | 2     |
| 2009/10 | Manchester United            | Premier League | 5     | 1     |
| 2010/11 | Manchester United            | Premier League | 7     | 1     |
| 2010/11 | → UC Sampdoria (huur)        | Serie A        | 14    | 0     |
| 2011/12 | Manchester United            | Premier League | 3     | 0     |
| 2011/12 | → Queens Park Rangers (huur) | Premier League | 3     | 0     |
| 2012/13 | Manchester United            | Premier League | 0     | 0     |
| 2012/13 | → VfB Stuttgart (huur)       | Bundesliga     | 14    | 0     |
| 2013/14 | → Doncaster Rovers (huur)    | Championship   | 15    | 3     |
| 2013/14 | → Birmingham City (huur)     | Championship   | 18    | 10    |
| 2014/15 | Cardiff City                 | Championship   | 21    | 6     |
| 2015/16 | Cardiff City                 | Championship   | 6     | 0     |
| 2015/16 | → Nottingham Forest (huur)   | Championship   | 3     | 0     |
| 2016/17 | Novara Calcio                | Serie B        | 21    | 7     |
| 2017/18 | Novara Calcio                | Serie B        | 28    | 3     |
| 2018/19 | Panathinaikos FC             | Super League   | 26    | 10    |
| 2019/20 | Panathinaikos FC             | Super League   | 33    | 14    |
| 2020/21 | Panathinaikos FC             | Super League   | 4     | 2     |
| Totaal  | Totaal                       | Totaal         | 225   | 59    |

bijgewerkt tot 25 oktober 2020

## Erelijst
Manchester United
- Kampioen Premier League

2008/09, 2010/11
- League Cup

2009/10